# Netlog
Netlog はベルギー発祥のソーシャル・ネットワーキング・サービスのウェブサイトで、主にヨーロッパの若者をターゲットとしている。かつては Facebox あるいは Bingbox とも呼ばれていた。
2003年7月、Lorenz Bogaert と Toon Coppens がベルギーのヘントで創設した。2010年現在、25カ国語の7000万人の登録ユーザーがいる。
Netlog上では、会員は独自のウェブページを作ることができ、好みの音楽の一覧を公開したり、動画を共有したり、ブログを公開したり、グループに参加したりできる。twooに統合。

## 地域化
Netlogは全てのコンテンツについて、各会員のプロフィールに合わせた地理的位置情報とパーソナライズに基づいた地域化技術を採用している。各会員は年齢層と居住地域というプロフィールだけを示すことで、地域化された検索やコミュニティの概要を得ることができる。

## 対応言語
- アフリカーンス語
- アラビア語
- アルバニア語
- イタリア語
- 英語
- エストニア語
- オランダ語
- カタルーニャ語
- スペイン語
- クロアチア語

- スウェーデン語
- スロバキア語
- スロベニア語
- 中国語
- チェコ語
- デンマーク語
- ドイツ語
- トルコ語
- 日本語
- ハンガリー語

- フィンランド語
- フランス語
- ブークモール
- ブルガリア語
- ヘブライ語
- ポーランド語
- ポルトガル語
- リトアニア語
- ルーマニア語
- ロシア語